# Charles Cotesworth Pinckney (Politiker, 1746)

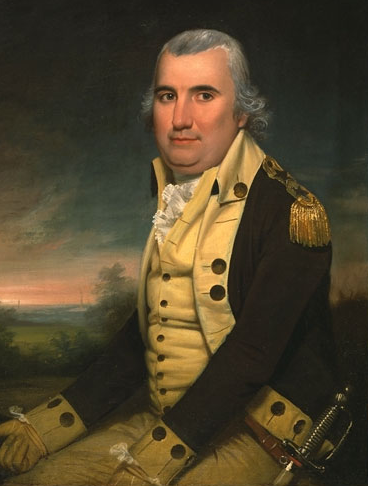
Charles Cotesworth Pinckney

Charles Cotesworth Pinckney (* 5. Februar 1746 in Charleston, Province of South Carolina; † 16. August 1825 ebenda) war ein US-amerikanischer Politiker. Der Jurist arbeitete entscheidend an der Verfassung des Staates South Carolina mit und kandidierte als Vertreter der Föderalistischen Partei bei den Wahlen im Jahr 1800 für das Amt des Vizepräsidenten sowie 1804 und 1808 für die Präsidentschaft.

## Leben

### Jugend
Pinckneys Vater war Oberster Richter der Kolonie und seine Mutter Eliza Lucas Pinckney, bekannt für ihre Arbeit zur Kultivierung von Indigo, einer Pflanze, die sich bald zu einer wesentlichen Einnahmequelle South Carolinas entwickelte. 1753 zog die Familie nach London und Charles Cotesworth Pickney wurde in der privaten Schule von Westminster eingeschult. Als die Familie 1758 wegen des Ausbruchs des Siebenjährigen Krieges nach Amerika zurückkehrte, blieb er zusammen mit seinem Bruder Thomas in England zurück, um seine Ausbildung abzuschließen. Nach einem Abschluss am Christ Church College in Oxford studierte er am Middle Temple in London Jura und erhielt 1769 die juristische Zulassung für England. In Frankreich studierte er ein Jahr Botanik und Chemie und besuchte die französische Militärakademie von Caen.

### Militärischer Werdegang
1769 kehrte Pinckney nach Amerika zurück und eröffnete in Charleston eine Kanzlei. Nach kurzer Zeit wurde er stellvertretender Generalstaatsanwalt der Provinz, seit 1775 Mitglied des ersten South Carolina Provinzkongresses. 1773 heiratete Pickney Sarah Middleton, die Tochter von Henry Middleton und Schwester bedeutender Politiker South Carolinas. Er diente ab 1776 als Oberst im Militär South Carolinas und war 1776 maßgeblich an der Verteidigung Charlestons gegen die anrückenden Briten beteiligt. Nachdem South Carolina zum Nebenschauplatz des Krieges geworden war, schloss sich Pickney den Truppen von Washington an und war 1777 an den Kämpfen um Brandywine und Germantown beteiligt. Hierbei knüpfte er Kontakte zu späteren wichtigen Führern der Nachkriegszeit. Nachdem sich der Schwerpunkt der Kämpfe wieder Richtung Süden verlagert hatte, kehrte Pickney 1778 nach South Carolina zurück und war im Oktober dieses Jahres an den Kämpfen um Savannah beteiligt. Als Pickney bei der erfolglosen Verteidigung von Charleston gefangen genommen wurde, feierten die Briten einen ihrer größten Erfolge des Unabhängigkeitskrieges. Bekannt wurde sein Ausspruch während der Gefangenschaft „Hätte ich eine Ader in meinem Leib, die nicht nach der Liebe meines Landes rufen würde, ich würde sie mir herausreißen. Wenn ich einen Tropfen unehrenhaftes Blut in meinem Leib hätte, dann würde ich es herausfließen lassen.“
Pickney wurde am Haddrell’s Point im Hafen von Charleston inhaftiert. Er wurde erst 1782 nach einer Generalamnestie freigelassen.

### Politischer Werdegang
Der politische Aufstieg zeigt sich daran, dass er 1779 zum Präsidenten des Senats von South Carolina gewählt wurde.
Nach dem Krieg setzte er seine juristische Tätigkeit fort. Gleichzeitig verkaufte er Immobilien in der Gegend um Charleston. Während des Krieges hatte er erhebliche finanzielle Einbußen erlitten und versuchte diese zu kompensieren. 1784 starb seine Frau, 1785 wurde er bei einem Duell mit Daniel Huger schwer verletzt. Dies beeinflusste maßgeblich seinen juristischen Einsatz für ein Duellverbot. 1801 besaß Pinckney ca. 250 Sklaven. Zu der Mitgift seiner Tochter Eliza gehörten 50 Sklaven.
Pinckney hatte seine wachsende politische Macht dazu genutzt, zu einem einflussreichen Mitglied des verfassungsgebenden Konvents von 1787 zu werden. Gleichzeitig war er, selbst Sklavenhalter, ein bekannter Gegner der Abschaffung des Sklavenhandels. Des Weiteren war er der Ansicht, dass Senatoren nicht bezahlt werden sollten, da diese grundsätzlich wohlhabend sein müssten. Die existierende schwache Regierung müsse durch eine starke, zentrale Regierung abgelöst werden. Pinckney war als Mitglied des Konvents maßgeblich an der Erstellung einer Verfassung für South Carolina im Jahr 1790 verantwortlich.

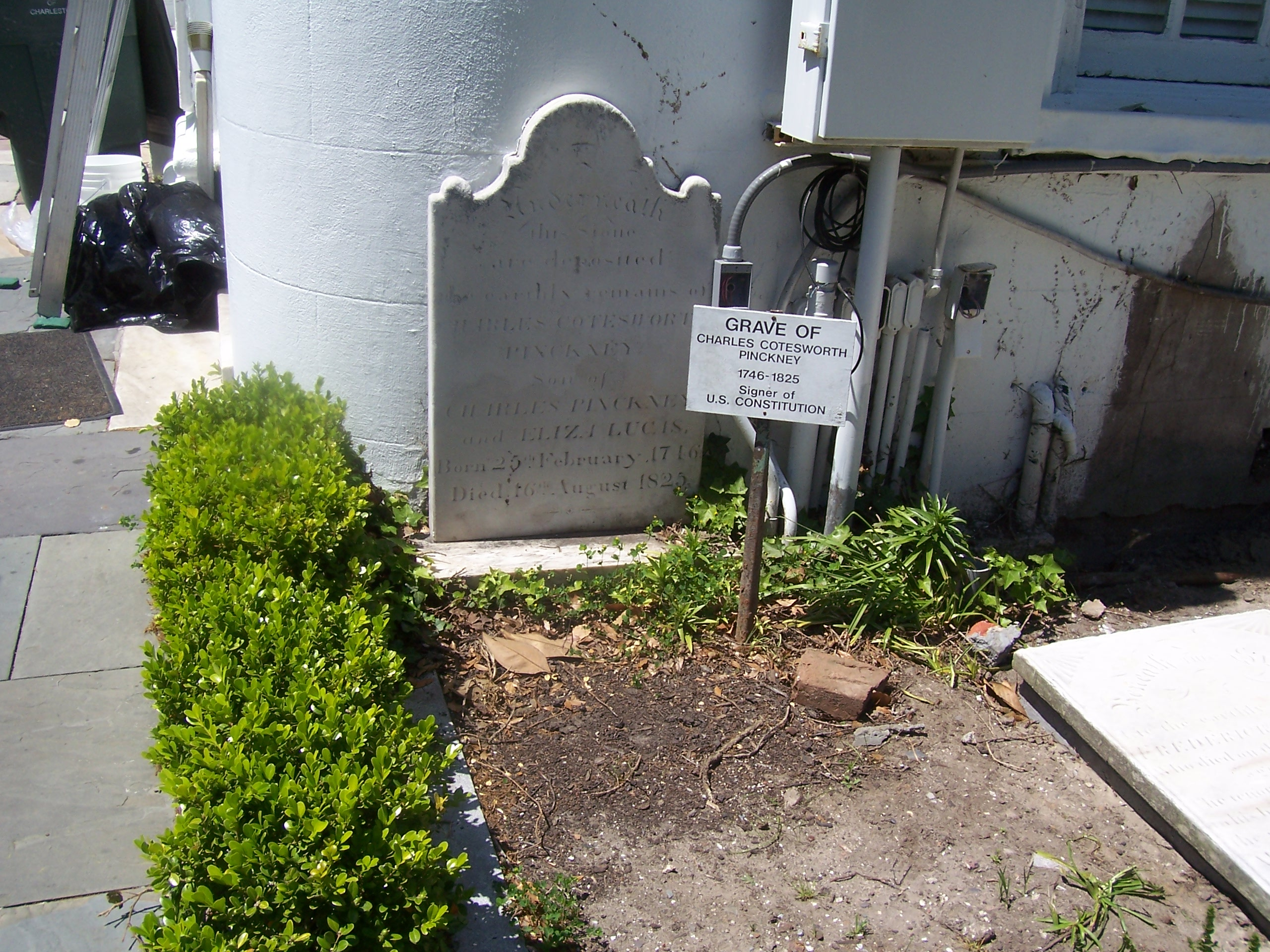
Pinckneys Grab in Charleston

Präsident Washington bot Pinckney mehrfach bedeutende Positionen in seiner Regierung an. Alle schlug er aus. Erst 1796 wurde er Nachfolger von James Monroe als Gesandter in Frankreich. Hiermit begann eine der ersten internationalen Affären des noch jungen Staates. Das Direktorium weigerte sich, ihn zu empfangen und Pinckney zog sich in die Niederlande zurück. Erst in den Folgejahren kehrten er und seine Berater Elbridge Gerry und John Marshall unter der Präsidentschaft John Adams nach Paris zurück. Frankreichs Forderungen nach Bestechungsgeldern, die zu zahlen seien, bevor es zu Verhandlungen zwischen Frankreich und amerikanischen Reedereien käme, wurden von den Ministern als unakzeptabel zurückgewiesen. Diese Angelegenheit sollte geheim bleiben, wurde aber später öffentlich und ist als XYZ-Affäre in die Geschichte eingegangen.
Im Jahr 1800 bewarb sich Pickney als Kandidat der immer schwächer werdenden Föderalistischen Partei, die den Demokraten-Republikanern in den folgenden Jahren keine wirkliche Konkurrenz mehr machen konnte, um die Vizepräsidentschaft und 1804 und 1808 um die Präsidentschaft. In diesen Wahlen unterlag er Thomas Jefferson und James Madison.
Von 1805 bis zu seinem Tode war er Generalpräsident der Society of the Cincinnati. Er unterstützte auch die Gründung des South Carolina Colleges. Pinckney starb am 16. August 1825 und wurde auf dem Friedhof der St. Michael’s Episcopal Church in Charleston, South Carolina, beigesetzt. Seine Sklaven vermachte er seiner Tochter Eliza und seinen Neffen.